# The Damned
The Damned – powstała w 1976 w Londynie, brytyjska grupa punkrockowa. Założyli ją Brian James (gitara) i Rat Scabies (perkusja). Jako wokalistę chcieli zaangażować Sida Viciousa, ale ostateczny wybór padł na Dave’a Vaniana. Ostatni dołączył Captain Sensible (bas, gitara, klawisze, wokal).
Zadebiutowali 6 lipca 1976 otwierając koncert Sex Pistols w londyńskim 100 Club.

## Muzycy

### Obecny skład zespołu
- Dave Vanian − śpiew (1976–1978, 1978–)
- Captain Sensible − gitara, gitara basowa (1978–1984, 1989, 1996–)
- Monty Oxy Moron − keyboard (1996–)
- Paul Gray – gitara basowa (1980–1983, 1989, 1997, 2017–)
- Pinch − perkusja (1999–)

### Byli Członkowie
- Brian James – gitara (1976–1978, 1988–1989, 1991)
- Rat Scabies − perkusja (1976–1977, 1978–1996)
- Lu Edmunds – gitara (1977–1978)
- Dave Berk – perkusja (1977)
- Gary Holton – wokal (1978)
- Henry Badowski – gitara basowa (1978)
- Jon Moss – perkusja (1978)
- Algy Ward – gitara basowa (1978–1980)
- Stu West – gitara basowa (2004–2017)
- Roman Jugg – keyboard (1981–1989) gitara (1984–1989)
- Bryn Merrick – gitara basowa (1983–1989)
- Paul Shepley – keyboard (1985–1989)
- Kris Dollimore – gitara (1993–1996)
- Allan Lee Shaw – gitara (1993–1996)
- Jason "Moose" Harris perkusja (1999)
- Lemmy – gitara basowa (1978)
- Patricia Morrison – gitara basowa (1998–2005)

## Dyskografia
- Damned, Damned, Damned (1977)
- Music For Pleasure (1977)
- Machine Gun Etiquette (1979)
- The Black Album (1980)
- Strawberries (1982)
- Phantasmagoria (1985)
- Anything (1986)
- Not of This Earth (1995)
- Grave Disorder (2001)
- So, Who’s Paranoid? (2008)
- Evil Spirits (2018)